# Liste der Kategorie-A-Bauwerke in den Scottish Borders

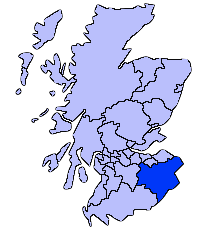
Lage der Scottish Borders in Schottland

Die Liste der Kategorie-A-Gebäude in den Scottish Borders umfasst sämtliche in der Kategorie A eingetragenen Baudenkmäler in der schottischen Council Area Scottish Borders. Die Einstufung wird anhand der Kriterien von Historic Scotland vorgenommen, wobei in die höchste Kategorie A Bauwerke von nationaler oder internationaler Bedeutung einsortiert sind. In den Scottish Borders sind derzeit 176 Bauwerke in der Kategorie A gelistet.
| Name                                     | Lage                                               | Typ                        | Eintrag | Bild                                      |
| ---------------------------------------- | -------------------------------------------------- | -------------------------- | ------- | ----------------------------------------- |
| Torwoodlee House                         | Galashiels 55° 37′ 56,8″ N, 2° 50′ 25,6″ W         | Herrenhaus                 | 135     | Torwoodlee House                          |
| Cranshaws Church                         | nahe Longformacus 55° 50′ 55,7″ N, 2° 29′ 34,9″ W  | Kirche                     | 201     | Cranshaws Church                          |
| Hermitage Castle                         | nahe Newcastleton 55° 15′ 21,8″ N, 2° 47′ 35,8″ W  | Burgruine                  | 220     | Hermitage Castle                          |
| Old Ancrum Bridge                        | nahe Ancrum 55° 30′ 22,4″ N, 2° 34′ 25,1″ W        | Brücke                     | 224     | Old Ancrum Bridge                         |
| Channelkirk Parish Church                | nahe Oxton 55° 46′ 51,8″ N, 2° 49′ 41,9″ W         | Kirche                     | 1893    | Channelkirk Parish Church                 |
| Yair House                               | nahe Selkirk 55° 35′ 10,6″ N, 2° 52′ 10,4″ W       | Villa                      | 1899    | Yair House                                |
| Yair Bridge                              | nahe Selkirk 55° 35′ 1″ N, 2° 51′ 40,3″ W          | Brücke                     | 1901    | Yair Bridge                               |
| Ashiestiel House                         | Ashiestiel 55° 36′ 23,7″ N, 2° 54′ 20,2″ W         | Villa                      | 1902    |                                           |
| Ashiestiel Bridge                        | Ashiestiel 55° 36′ 21,8″ N, 2° 53′ 33,3″ W         | Brücke                     | 1903    | Ashiestiel Bridge                         |
| Peel House                               | Ashiestiel 55° 36′ 13″ N, 2° 54′ 5″ W              | Herrenhaus                 | 1904    | Peel House                                |
| Bowden Church                            | Bowden 55° 33′ 46,7″ N, 2° 42′ 29,4″ W             | Kirche                     | 1920    | Bowden Church                             |
| The Retreat                              | nahe Preston 55° 50′ 26,3″ N, 2° 21′ 58,4″ W       | Jagdschloss                | 1971    | The Retreat                               |
| Ayton Castle                             | nahe Ayton 55° 50′ 43,8″ N, 2° 6′ 54,5″ W          | Schloss                    | 1987    | Ayton Castle                              |
| Taubenturm von Ayton Castle              | nahe Ayton 55° 50′ 46,5″ N, 2° 6′ 46,8″ W          | Taubenturm                 | 1989    |                                           |
| Broughton Place                          | nahe Broughton 55° 37′ 14,7″ N, 3° 24′ 13,6″ W     | Villa                      | 2031    | Broughton Place                           |
| Portmore House                           | nahe Eddleston 55° 43′ 37,6″ N, 3° 11′ 41,8″ W     | Herrenhaus                 | 2037    |                                           |
| Westgate Hall                            | Denholm 55° 27′ 24,4″ N, 2° 41′ 5,3″ W             | Wohngebäude                | 2052    | Westgate Hall                             |
| Crailing House                           | nahe Crailing 55° 30′ 43,3″ N, 2° 29′ 40,7″ W      | Herrenhaus                 | 2080    |                                           |
| Cowdenknowes House                       | nahe Earlston 55° 37′ 30,6″ N, 2° 40′ 22″ W        | Herrenhaus                 | 2120    | Cowdenknowes House                        |
| Mellerstain House                        | nahe Smailholm 55° 38′ 39″ N, 2° 33′ 41,5″ W       | Herrenhaus                 | 2123    | Mellerstain House                         |
| Stallungen von Mellerstain House         | nahe Smailholm 55° 38′ 38,9″ N, 2° 33′ 44″ W       | Stallungen                 | 2124    |                                           |
| Edrom Parish Church                      | Edrom 55° 47′ 43,8″ N, 2° 16′ 35,7″ W              | Kirche                     | 2127    | Edrom Parish Church                       |
| Nisbet House                             | nahe Duns 55° 45′ 14,1″ N, 2° 19′ 41,5″ W          | Herrenhaus                 | 2131    | Nisbet House                              |
| Taubenturm von Nisbet House              | nahe Duns 55° 44′ 54,6″ N, 2° 19′ 32,4″ W          | Taubenturm                 | 2132    | Taubenturm von Nisbet House               |
| Kalemouth Suspension Bridge              | nahe Eckford 55° 32′ 23,7″ N, 2° 27′ 48,9″ W       | Brücke                     | 3849    | Kalemouth Suspension Bridge               |
| Torzufahrt von Wedderburn Castle         | nahe Duns 55° 46′ 19,2″ N, 2° 18′ 42,9″ W          | Tor                        | 4029    | Torzufahrt von Wedderburn Castle          |
| Manderston House                         | nahe Duns 55° 46′ 56,4″ N, 2° 18′ 11,5″ W          | Herrenhaus                 | 4033    | Manderston House                          |
| Stallungen von Manderston House          | nahe Duns 55° 47′ 4,4″ N, 2° 18′ 27,5″ W           | Stallungen                 | 4034    | Stallungen von Manderston House           |
| Old Manor House                          | Cockburnspath 55° 55′ 55″ N, 2° 21′ 43,2″ W        | Wohngebäude                | 4046    | Old Manor House                           |
| Marktkreuz von Cockburnspath             | Cockburnspath 55° 55′ 56,7″ N, 2° 21′ 46,3″ W      | Marktkreuz                 | 4047    | Marktkreuz von Cockburnspath              |
| Pease Bridge                             | nahe Cockburnspath 55° 55′ 20,7″ N, 2° 20′ 6,3″ W  | Brücke                     | 4054    | Pease Bridge                              |
| Coldingham Priory                        | Coldingham 55° 53′ 11,6″ N, 2° 9′ 18,8″ W          | Klosterruine               | 4059    | Coldingham Priory                         |
| Lennel House                             | nahe Coldstream 55° 39′ 37,2″ N, 2° 14′ 15,6″ W    | Herrenhaus                 | 4068    | Lennel House                              |
| The Hirsel                               | nahe Coldstream 55° 39′ 36″ N, 2° 16′ 21,7″ W      | Herrenhaus                 | 4069    | The Hirsel                                |
| Coldstream Bridge                        | Coldstream 55° 39′ 15,8″ N, 2° 14′ 30,5″ W         | Brücke                     | 4075    | Coldstream Bridge                         |
| Cranshaws Castle                         | nahe Longformacus 55° 50′ 54,2″ N, 2° 30′ 34,2″ W  | Tower House                | 4093    | Cranshaws Castle                          |
| Marktkreuz von Coldingham                | Coldingham 55° 53′ 12,5″ N, 2° 9′ 27,6″ W          | Marktkreuz                 | 4094    | Marktkreuz von Coldingham                 |
| Renton House                             | nahe Grantshouse 55° 52′ 49,8″ N, 2° 17′ 5,6″ W    | Herrenhaus                 | 4105    | Renton House                              |
| Duns Castle                              | nahe Duns 55° 46′ 55,9″ N, 2° 21′ 21,2″ W          | Schloss                    | 4108    | Duns Castle                               |
| Bughtrig House                           | Leitholm 55° 41′ 46,3″ N, 2° 19′ 34,3″ W           | Villa                      | 4114    | Bughtrig House                            |
| Kames House                              | nahe Leitholm 55° 42′ 7,6″ N, 2° 20′ 51,3″ W       | Villa                      | 4115    |                                           |
| Preston Bridge                           | nahe Preston 55° 48′ 13,8″ N, 2° 20′ 28,1″ W       | Brücke                     | 4120    | Preston Bridge                            |
| Taubenturm von Chirnside                 | Chirnside 55° 47′ 55″ N, 2° 12′ 32,2″ W            | Taubenturm                 | 4124    |                                           |
| Cockburnspath Church                     | Cockburnspath 55° 55′ 55,2″ N, 2° 21′ 45,2″ W      | Kirche                     | 4129    | Cockburnspath Church                      |
| Chesters House                           | nahe Lanton 55° 29′ 41,3″ N, 2° 37′ 15,5″ W        | Villa                      | 4174    |                                           |
| Taubenhaus von Knowesouth                | nahe Lanton 55° 29′ 6″ N, 2° 37′ 25,3″ W           | Taubenhaus                 | 4182    |                                           |
| Kapelle von Hermitage Castle             | nahe Newcastleton 55° 15′ 19,6″ N, 2° 47′ 55,2″ W  | Kirchenruine               | 4255    | Kapelle von Hermitage Castle              |
| Chirnside Primary School                 | Chirnside 55° 47′ 53,2″ N, 2° 12′ 24,8″ W          | Schule                     | 6620    | Chirnside Primary School                  |
| Kirkhope Tower                           | nahe Ettrickbridge 55° 30′ 55″ N, 2° 59′ 7,5″ W    | Tower House                | 6720    | Kirkhope Tower                            |
| Marktkreuz von Greenlaw                  | Greenlaw 55° 42′ 25″ N, 2° 27′ 38,6″ W             | Marktkreuz                 | 6823    | Marktkreuz von Greenlaw                   |
| Legerwood Parish Church                  | nahe Legerwood 55° 40′ 57,3″ N, 2° 38′ 50″ W       | Kirche                     | 8188    | Legerwood Parish Church                   |
| Thirlestane Castle                       | nahe Lauder 55° 43′ 20,4″ N, 2° 44′ 37,2″ W        | Schloss                    | 8203    | Thirlestane Castle                        |
| The Kirna                                | nahe Walkerburn 55° 37′ 33,5″ N, 3° 1′ 57,2″ W     | Villa                      | 8323    |                                           |
| Bedürfnisanstalt von Walkerburn          | Walkerburn 55° 37′ 26,3″ N, 3° 1′ 10,8″ W          | Bedürfnisanstalt           | 8326    | Bedürfnisanstalt von Walkerburn           |
| Longformacus House                       | nahe Longformacus 55° 48′ 28,8″ N, 2° 29′ 12,8″ W  | Herrenhaus                 | 8344    | Longformacus House                        |
| Taubenturm von Longformacus House        | nahe Longformacus 55° 48′ 31,6″ N, 2° 29′ 13,9″ W  | Taubenturm                 | 8345    | Taubenturm von Longformacus House         |
| St Mary’s Church                         | Ladykirk 55° 43′ 20,1″ N, 2° 10′ 43″ W             | Kirche                     | 8349    | St Mary’s Church                          |
| West Lodge                               | nahe Ladykirk 55° 42′ 8,9″ N, 2° 12′ 4,1″ W        | Wohngebäude                | 8351    | West Lodge                                |
| Spitalhaugh House                        | nahe Romannobridge 55° 43′ 59,3″ N, 3° 20′ 5,3″ W  | Herrenhaus                 | 8361    |                                           |
| Tentyfoot Tower                          | nahe Hawick 55° 42′ 8,9″ N, 2° 12′ 4,1″ W          | Turm                       | 8397    |                                           |
| Floors Castle                            | Kelso 55° 36′ 17,2″ N, 2° 27′ 36,2″ W              | Schloss                    | 10480   | Floors Castle                             |
| Greenlaw Church                          | Greenlaw 55° 42′ 28,6″ N, 2° 27′ 37,4″ W           | Kirche                     | 10490   | Greenlaw Church                           |
| Altes Marktkreuz von Greenlaw            | Greenlaw 55° 42′ 28,4″ N, 2° 27′ 38,3″ W           | Marktkreuz                 | 10491   | Altes Marktkreuz von Greenlaw             |
| Rathaus von Greenlaw                     | Greenlaw 55° 42′ 25,9″ N, 2° 27′ 38,9″ W           | Rathaus                    | 10492   | Rathaus von Greenlaw                      |
| Castle Inn                               | Greenlaw 55° 42′ 23,6″ N, 2° 27′ 38,1″ W           | Hotel                      | 10493   |                                           |
| Paxton House                             | nahe Paxton 55° 45′ 39,8″ N, 2° 6′ 36,3″ W         | Herrenhaus                 | 10506   | Paxton House                              |
| Fogo Kirk                                | Fogo 55° 44′ 8,3″ N, 2° 21′ 49,7″ W                | Kirche                     | 10512   | Fogo Kirk                                 |
| Fogo Bridge                              | Fogo 55° 44′ 8,4″ N, 2° 22′ 5,6″ W                 | Brücke                     | 10513   | Fogo Bridge                               |
| Gifford’s Stone House                    | West Linton 55° 45′ 7,9″ N, 3° 21′ 21,1″ W         | Wohngebäude                | 12888   | Gifford’s Stone House                     |
| Glenmayne House                          | nahe Galashiels 55° 35′ 40,8″ N, 2° 47′ 50,4″ W    | Villa                      | 12929   | Glenmayne House                           |
| Stoneyhill House                         | Walkerburn 55° 37′ 29,2″ N, 3° 0′ 47,5″ W          | Villa                      | 12930   |                                           |
| Scott-Douglas Mausoleum                  | nahe Kelso 55° 35′ 41,7″ N, 2° 27′ 18,4″ W         | Mausoleum                  | 12952   | Scott-Douglas Mausoleum                   |
| Edgerston House                          | nahe Camptown 55° 23′ 49,3″ N, 2° 29′ 25,2″ W      | Herrenhaus                 | 13360   |                                           |
| Ferniehirst Castle                       | nahe Jedburgh 55° 27′ 15,8″ N, 2° 33′ 4,2″ W       | Herrenhaus                 | 13369   | Ferniehirst Castle                        |
| Besucherzentrum von Ferniehirst Castle   | nahe Jedburgh 55° 27′ 15,8″ N, 2° 33′ 4,2″ W       | Kirche                     | 13370   | Besucherzentrum von Ferniehirst Castle    |
| Glenburn Hall                            | nahe Jedburgh 55° 28′ 23″ N, 2° 34′ 5″ W           | Herrenhaus                 | 13371   |                                           |
| Leithen Lodge                            | nahe Innerleithen 55° 40′ 25,6″ N, 3° 4′ 52,9″ W   | Villa                      | 13475   | Leithen Lodge                             |
| Union Bridge                             | nahe Paxton 55° 45′ 9,3″ N, 2° 6′ 24,3″ W          | Brücke                     | 13645   | Union Bridge                              |
| Branxholme Castle                        | nahe Hawick 55° 23′ 45,1″ N, 2° 50′ 50,2″ W        | Herrenhaus                 | 13686   | Branxholme Castle                         |
| Taubenturm von Swinton House             | nahe Swinton 55° 42′ 54,1″ N, 2° 17′ 48″ W         | Taubenturm                 | 13850   |                                           |
| Harden                                   | nahe Hawick 55° 25′ 29″ N, 2° 52′ 17,1″ W          | Herrenhaus                 | 15089   | Harden                                    |
| Roxburgh Viaduct                         | Roxburgh 55° 33′ 59,2″ N, 2° 28′ 27,3″ W           | Brücke                     | 15097   | Roxburgh Viaduct                          |
| Abbotsford                               | Tweedbank 55° 35′ 58,8″ N, 2° 46′ 55,2″ W          | Schloss                    | 15104   | Abbotsford                                |
| Drygrange Old Bridge                     | nahe Newstead 55° 36′ 14,2″ N, 2° 40′ 32″ W        | Brücke                     | 15106   | Drygrange Old Bridge                      |
| Mertoun House                            | nahe St Boswells 55° 34′ 40″ N, 2° 36′ 27,9″ W     | Herrenhaus                 | 15110   | Mertoun House                             |
| Taubenturm von Mertoun House             | nahe St Boswells 55° 34′ 45,2″ N, 2° 36′ 14,3″ W   | Taubenturm                 | 15112   | Taubenturm von Mertoun House              |
| Dryburgh Abbey                           | nahe St Boswells 55° 34′ 37,4″ N, 2° 38′ 57,9″ W   | Klosterruine               | 15114   | Dryburgh Abbey                            |
| Bemersyde House                          | Bemersyde 55° 35′ 31″ N, 2° 38′ 54,8″ W            | Herrenhaus                 | 15120   | Bemersyde House                           |
| Leaderfoot Viaduct                       | nahe Newstead 55° 36′ 15,4″ N, 2° 40′ 40,8″ W      | Brücke                     | 15145   | Leaderfoot Viaduct                        |
| Sonnenuhr von Lamancha                   | Lamancha 55° 45′ 24,7″ N, 3° 16′ 37,2″ W           | Sonnenuhr                  | 15177   | Sonnenuhr von Lamancha                    |
| The Haining                              | Selkirk 55° 32′ 35″ N, 2° 50′ 35,2″ W              | Herrenhaus                 | 15190   | The Haining                               |
| Stallungen von The Haining               | Selkirk 55° 32′ 34,8″ N, 2° 50′ 39,9″ W            | Stallungen                 | 15191   | Stallungen von The Haining                |
| Aikwood Tower                            | nahe Ettrickbridge 55° 31′ 28,6″ N, 2° 55′ 12,7″ W | Tower House                | 15195   | Aikwood Tower                             |
| Bowhill House                            | nahe Selkirk 55° 32′ 25,5″ N, 2° 54′ 42,8″ W       | Herrenhaus                 | 15196   | Bowhill House                             |
| Neidpath Viaduct                         | nahe Peebles 55° 38′ 57,1″ N, 3° 13′ 14,5″ W       | Brücke                     | 15206   | Neidpath Viaduct                          |
| Newton Don                               | nahe Stichill 55° 37′ 38,6″ N, 2° 27′ 48,8″ W      | Herrenhaus                 | 15220   | Newton Don                                |
| Swinton House                            | nahe Swinton 55° 43′ 0,8″ N, 2° 17′ 26,7″ W        | Herrenhaus                 | 15339   |                                           |
| Stallungen von Barns House               | nahe Peebles 55° 38′ 21″ N, 3° 14′ 55,1″ W         | Stallungen                 | 15362   |                                           |
| Stobo Castle                             | nahe Peebles 55° 36′ 59,3″ N, 3° 18′ 52,7″ W       | Schloss                    | 15379   | Stobo Castle                              |
| Polwarth Church                          | nahe Greenlaw 55° 44′ 17,2″ N, 2° 23′ 59,3″ W      | Kirche                     | 15384   | Polwarth Church                           |
| Marchmont House                          | nahe Greenlaw 55° 43′ 44,9″ N, 2° 24′ 37,4″ W      | Herrenhaus                 | 15386   | Marchmont House                           |
| Taubenturm von Marchmont House           | nahe Duns 55° 44′ 30,3″ N, 2° 23′ 1,9″ W           | Taubenturm                 | 15388   | Taubenturm von Marchmont House            |
| Traquair House                           | nahe Innerleithen 55° 36′ 30,1″ N, 3° 3′ 50,3″ W   | Herrenhaus                 | 15429   | Traquair House                            |
| Bear Gate                                | nahe Innerleithen 55° 36′ 19,3″ N, 3° 4′ 15,7″ W   | Tor                        | 15430   | Bear Gate                                 |
| Taubenhaus von Kailzie House             | nahe Peebles 55° 38′ 9,4″ N, 3° 8′ 32,2″ W         | Taubenhaus                 | 15439   |                                           |
| Lessudden House                          | St Boswells 55° 34′ 29,6″ N, 2° 38′ 16,4″ W        | Herrenhaus                 | 17412   | Lessudden House                           |
| Hoselaw Chapel                           | nahe Kelso 55° 34′ 44,5″ N, 2° 18′ 58,2″ W         | Kirche                     | 18799   | Hoselaw Chapel                            |
| Gartenhaus von Traquair House            | nahe Innerleithen 55° 36′ 20,4″ N, 3° 3′ 56,4″ W   | Gartenhaus                 | 19391   |                                           |
| The Studio                               | nahe Selkirk 55° 34′ 23,8″ N, 2° 50′ 10,8″ W       | Studio                     | 19484   | The Studio                                |
| Stallungen von Whim House                | nahe Lamancha 55° 46′ 9,1″ N, 3° 15′ 14,3″ W       | Stallungen                 | 19724   | Whim House                                |
| Wedderlie House                          | nahe Westruther 55° 45′ 21″ N, 2° 34′ 34″ W        | Wohngebäude                | 19740   | Wedderlie House                           |
| The Glen                                 | nahe Innerleithen 55° 35′ 9,2″ N, 3° 6′ 54,8″ W    | Herrenhaus                 | 19746   | The Glen                                  |
| Chester House                            | Eyemouth 55° 52′ 16,8″ N, 2° 5′ 21,9″ W            | Villa                      | 31128   |                                           |
| Gunsgreen House                          | Eyemouth 55° 52′ 20,7″ N, 2° 5′ 7,9″ W             | Villa                      | 31133   | Gunsgreen House                           |
| Old Gala House                           | Galashiels 55° 36′ 50,2″ N, 2° 48′ 31,1″ W         | Wohngebäude                | 31973   | Old Gala House                            |
| Kingsknowes Hotel                        | Galashiels 55° 36′ 13,4″ N, 2° 47′ 0,2″ W          | Hotel                      | 31999   | Kingsknowes Hotel                         |
| Woodlands House                          | Galashiels 55° 37′ 10,2″ N, 2° 49′ 10,5″ W         | Villa                      | 32002   |                                           |
| Tower Mill                               | Hawick 55° 25′ 16″ N, 2° 47′ 18″ W                 | Mühle                      | 34619   | Tower Mill                                |
| Rathaus von Hawick                       | Hawick 55° 25′ 21,4″ N, 2° 47′ 12″ W               | Rathaus                    | 34634   | Rathaus von Hawick                        |
| Reiterdenkmal von Hawick                 | Hawick 55° 25′ 28,1″ N, 2° 47′ 5,4″ W              | Denkmal                    | 34645   | Reiterdenkmal von Hawick                  |
| Newgate                                  | Jedburgh 55° 28′ 38,5″ N, 2° 33′ 19,4″ W           | Tor                        | 35457   | Newgate                                   |
| Canongate Bridge                         | Jedburgh 55° 28′ 40,6″ N, 2° 33′ 4,2″ W            | Brücke                     | 35471   | Canongate Bridge                          |
| Jedburgh Castle Old Jail                 | Jedburgh 55° 28′ 27,2″ N, 2° 33′ 32,4″ W           | Gefängnis                  | 35482   | Jedburgh Castle Old Jail                  |
| 3–5 Exchange Street                      | Jedburgh 55° 28′ 40,6″ N, 2° 33′ 20,1″ W           | Wohn- und Geschäftsgebäude | 35520   | 3–5 Exchange Street (rechte Bildhälfte)   |
| 11 Exchange Street                       | Jedburgh 55° 28′ 41,1″ N, 2° 33′ 21,3″ W           | Wohn- und Geschäftsgebäude | 35522   |                                           |
| Jedburgh Old Parish Church               | Jedburgh 55° 28′ 28,9″ N, 2° 33′ 13,4″ W           | Kirche                     | 35581   | Jedburgh Old Parish Church                |
| St John’s Episcopal Church               | Jedburgh 55° 28′ 53,1″ N, 2° 33′ 14″ W             | Kirche                     | 35589   | St John’s Episcopal Church (Jedburgh)     |
| Queen Mary’s House                       | Jedburgh 55° 28′ 43,2″ N, 2° 33′ 9,7″ W            | Museum                     | 35591   | Queen Mary’s House                        |
| Kelso Old Parish Church                  | Kelso 55° 35′ 53,2″ N, 2° 25′ 51,8″ W              | Kirche                     | 35696   | Kelso Old Parish Church                   |
| Ednam House Hotel                        | Kelso 55° 35′ 50″ N, 2° 26′ 3,7″ W                 | Hotel                      | 35716   | Ednam House Hotel                         |
| Bridge-End Cottage                       | Kelso 55° 35′ 45,1″ N, 2° 25′ 58,3″ W              | Wohngebäude                | 35724   |                                           |
| Kelso Abbey                              | Kelso 55° 35′ 50,1″ N, 2° 25′ 57,1″ W              | Klosterruine               | 35734   | Kelso Abbey                               |
| Kelso Bridge                             | Kelso 55° 35′ 43,2″ N, 2° 26′ 0,4″ W               | Brücke                     | 35764   | Kelso Bridge                              |
| Kelso North Parish Church                | Kelso 55° 36′ 2,3″ N, 2° 26′ 12,3″ W               | Kirche                     | 35800   | Kelso North Parish Church                 |
| Walton Hall                              | Kelso 55° 36′ 5,8″ N, 2° 26′ 26,4″ W               | Villa                      | 35805   |                                           |
| Tor von Walton Hall                      | Kelso 55° 36′ 6,6″ N, 2° 26′ 26,4″ W               | Tor                        | 35806   |                                           |
| Tor von Floors Castle                    | Kelso 55° 36′ 9,8″ N, 2° 26′ 33,6″ W               | Tor                        | 35811   | Tor von Floors Castle                     |
| Tor von Springwood House                 | Kelso 55° 35′ 38,5″ N, 2° 26′ 8,1″ W               | Tor                        | 35826   |                                           |
| Teviot Bridge                            | Kelso 55° 35′ 40,9″ N, 2° 26′ 46″ W                | Brücke                     | 35847   | Teviot Bridge                             |
| Lauder Church                            | Lauder 55° 43′ 8,2″ N, 2° 44′ 53,6″ W              | Kirche                     | 37200   | Lauder Church                             |
| Melrose Abbey                            | Melrose 55° 35′ 56,8″ N, 2° 43′ 4,7″ W             | Klosterruine               | 37726   | Melrose Abbey                             |
| Darnick Tower                            | Darnick 55° 36′ 2,6″ N, 2° 44′ 39,3″ W             | Tower House                | 37756   | Darnick Tower                             |
| Marktkreuz von Melrose                   | Melrose 55° 35′ 50,2″ N, 2° 43′ 9,8″ W             | Marktkreuz                 | 37794   | Marktkreuz von Melrose                    |
| Bahnhof Melrose                          | Melrose 55° 35′ 48,1″ N, 2° 43′ 14,7″ W            | Bahnhof                    | 37803   | Bahnhof Melrose                           |
| St Helen’s                               | Melrose 55° 36′ 13,9″ N, 2° 44′ 13,3″ W            | Villa                      | 37811   |                                           |
| Chambers Institution                     | Peebles 55° 39′ 6,2″ N, 3° 11′ 21,4″ W             | Museum                     | 39180   | Chambers Institution                      |
| Altes Rathaus von Peebles                | Peebles 55° 39′ 5,8″ N, 3° 11′ 23,1″ W             | Rathaus                    | 39188   | Altes Rathaus von Peebles (links im Bild) |
| Tweed Bridge                             | Peebles 55° 39′ 1,5″ N, 3° 11′ 33,6″ W             | Brücke                     | 39278   | Tweed Bridge                              |
| Altes Rathaus von Selkirk                | Selkirk 55° 32′ 49,5″ N, 2° 50′ 28,4″ W            | Rathaus                    | 40569   | Altes Rathaus von Selkirk                 |
| Ettrick Mill                             | Selkirk 55° 33′ 16,3″ N, 2° 50′ 20″ W              | Mühle                      | 40578   | Ettrick Mill                              |
| Kriegerdenkmal von Selkirk               | Selkirk 55° 32′ 51,5″ N, 2° 50′ 34,4″ W            | Denkmal                    | 40581   | Kriegerdenkmal von Selkirk                |
| Bootshaus von Manderston House           | nahe Duns 55° 46′ 51,2″ N, 2° 18′ 11,5″ W          | Bootshaus                  | 42505   |                                           |
| Meierei von Manderston House             | nahe Duns 55° 47′ 9,9″ N, 2° 18′ 19,7″ W           | Meierei                    | 42508   | Meierei von Manderston House              |
| Turm von Manderston House                | nahe Duns 55° 47′ 9,2″ N, 2° 18′ 19,1″ W           | Turm                       | 42510   | Turm von Manderston House                 |
| Ingenieurswerkstatt von Manderston House | nahe Duns 55° 47′ 10,5″ N, 2° 18′ 21,5″ W          | Werkstatt                  | 42511   |                                           |
| Feuerwache von Manderston House          | nahe Duns 55° 47′ 10,8″ N, 2° 18′ 19,8″ W          | Feuerwache                 | 42514   |                                           |
| Gärtnerhaus von Manderston House         | nahe Duns 55° 47′ 9,5″ N, 2° 18′ 22,1″ W           | Wohngebäude                | 42516   |                                           |
| Wildhüterhaus von Manderston House       | nahe Duns 55° 46′ 58,3″ N, 2° 17′ 44,6″ W          | Wohngebäude                | 42528   |                                           |
| Gärten von Manderston House              | nahe Duns 55° 46′ 55,7″ N, 2° 18′ 10,4″ W          | Gärten                     | 42534   |                                           |
| Wedderburn Castle                        | nahe Duns 55° 46′ 7,3″ N, 2° 18′ 24,9″ W           | Schloss                    | 42543   | Wedderburn Castle                         |
| Stallungen von Nisbet House              | nahe Duns 55° 45′ 15″ N, 2° 19′ 39,1″ W            | Stallungen                 | 44511   |                                           |
| Ayton Parish Church                      | nahe Ayton 55° 50′ 27,6″ N, 2° 7′ 3,5″ W           | Kirche                     | 46451   | Ayton Parish Church                       |
| Witwenhaus von Paxton House              | nahe Paxton 55° 45′ 50,1″ N, 2° 6′ 59,5″ W         | Wohngebäude                | 47697   |                                           |
| Stoneyhill Cottage                       | Walkerburn 55° 37′ 25,4″ N, 3° 0′ 52,1″ W          | Wohngebäude                | 49134   | Stoneyhill Cottage                        |
| Sunnybrae Lodge                          | Walkerburn 55° 37′ 25,2″ N, 3° 0′ 53,8″ W          | Wohngebäude                | 49136   |                                           |
| Gärten von The Glen                      | nahe Innerleithen 55° 35′ 8,8″ N, 3° 6′ 57,2″ W    | Gärten                     | 49386   |                                           |
| Stallungen von The Glen                  | nahe Innerleithen 55° 35′ 10,6″ N, 3° 6′ 56,7″ W   | Stallungen                 | 49393   |                                           |
| The Temple                               | nahe Innerleithen 55° 34′ 49″ N, 3° 7′ 2,7″ W      | Wohngebäude                | 49395   |                                           |
| Netherdale                               | Galashiels 55° 36′ 22″ N, 2° 47′ 0,6″ W            | Stadion                    | 50711   | Netherdale                                |
| High Sunderland                          | nahe Selkirk 55° 34′ 27,8″ N, 2° 50′ 12,1″ W       | Villa                      | 50862   | High Sunderland                           |
| Srongarbh                                | West Linton 55° 45′ 25,4″ N, 3° 21′ 50,4″ W        | Villa                      | 51069   | Srongarbh                                 |
| Kelso Racecourse                         | Kelso 55° 36′ 45,5″ N, 2° 26′ 12,2″ W              | Stadion                    | 51742   | Kelso Racecourse                          |